# Field's
Field's est un centre commercial à Copenhague, au Danemark. Ouvert le 9 mars 2004, c'est le deuxième plus grand du pays. Il est le théâtre d'une fusillade faisant plusieurs morts le 3 juillet 2022.